# Festivus
Il Festivus è una parodia e una festa laica celebrata il 23 dicembre come alternativa alla spinta consumistica determinata dalla stagione natalizia. Nata come tradizione familiare dello sceneggiatore Dan O'Keefe, che ha lavorato alla sitcom statunitense Seinfeld, il Festivus è stato popolarizzato dall'episodio The Strike.
La festa viene celebrata ogni 23 dicembre; consiste nella cena Festivus, simbolizzata da un'asta di alluminio spoglia di decorazioni, e da alcune consuetudini, tra cui la tradizionale "ora delle lagnanze" (Air of Grievances) e le "Prove di forza" (Feats of Strength), e quelli che vengono identificati come i "Miracoli del Festivus", ossia normalissimi eventi, facilmente esplicabili, che occorrono durante il Festivus, una chiara presa in giro dei miracoli natalizi.
La serie televisiva la spiega come "un Festivus per il resto di noi" (A Festivus for the rest of us), facendo riferimento all'aspetto anticonsumistico della celebrazione. È stata descritta sia come parodia di feste religiose sia come una forma di resistenza ironica e giocosa da parte dei consumatori. Il giornalista Allen Salkin descrive il Festivus come «la festività perfetta a tema secolare che non lascia nessuno fuori».

## Storia
Il Festivus venne concepito dallo scrittore Daniel O'Keefe, il padre dello sceneggiatore Dan O'Keefe, e viene celebrata dalla sua famiglia sin dal 1966. La parola Festivus spuntò in mente al padre dello sceneggiatore. Nella tradizione originale della famiglia O'Keefe, la festività si svolgeva per celebrare l’anniversario del primo appuntamento di Daniel O'Keefe's con la futura moglie Deborah. La frase «un Festivus per il resto di noi» originariamente si riferiva alla scomparsa di Jeanette, la madre di O'Keefe, avvenuta nel 1976; il "resto di noi" si riferiva appunto a chi c'era ancora rispetto a quelli che erano scomparsi. La festa viene celebrata il 23 dicembre, così come narrato nell'episodio scritto proprio da Dan O'Keefe.

## Seinfeld
Il Festivus è stato introdotto nell'episodio The Strike della sit com televisiva Seinfeld (stagione 9, episodio 10), scritto dal figlio di Daniel O'Keefe, Dan. La puntata è incentrata su Cosmo Kramer (Michael Richards), che riprende il suo vecchio lavoro, H&H Bagels. Cenando al Monk's Restaurant, Jerry, George ed Elaine discutono della creazione del Festivus da parte del padre di George. Immediatamente Kramer mostra interesse nel resuscitare la festa quando, nel negozio di bagel, Frank Costanza (Jerry Stiller) racconta a Kramer come inventò il Festivus in risposta alla commercializzazione del Natale.
Il figlio di Frank Costanza, George (Jason Alexander), stampa dei moduli di donazione per un ente di beneficenza fittizio chiamato The Human Fund (il cui slogan è "Fondi per le persone", per evitare di dover fare i regali di Natale ai suoi colleghi di lavoro. Il datore di lavoro di George dona un assegno di 20.000$ a nome della sua azienda, e George lo destina al suo fittizio "Human Fund"; quando viene interpellato riguardo l'assegno, George si giustifica dicendo di temere di essere perseguitato per il suo credo: boicottare il Natale in favore della celebrazione del Festivus. Cercando di smascherarlo, Kruger decide di accompagnare George e vedere con i suoi occhi la celebrazione del Festivus.
Quando il gestore del negozio di bagel chiarisce a Kramer come non possa concedergli vacanza il 23 Dicembre, per la sua rinnovata fede, Kramer entra in sciopero, protestando lungo il marciapiede davanti al negozio H&H Bagels, con tanto di cartello "Sì al Festivus! No ai bagel!" ("Festivus yes! Bagels no!"), e richiamando l'attenzione dei passanti, invitandoli a non comprare bagel ("Hey! No bagel, no bagel, no bagel...").
La conclusione della puntata si svolge a casa di Frank Costanza nel Queens; vediamo Jerry, Elaine, Kramer e George insieme mentre celebrano il Festivus. George porta con sé Kruger e gli mostra come il Festivus sia "oltremodo reale" (all too real).

## Consuetudini

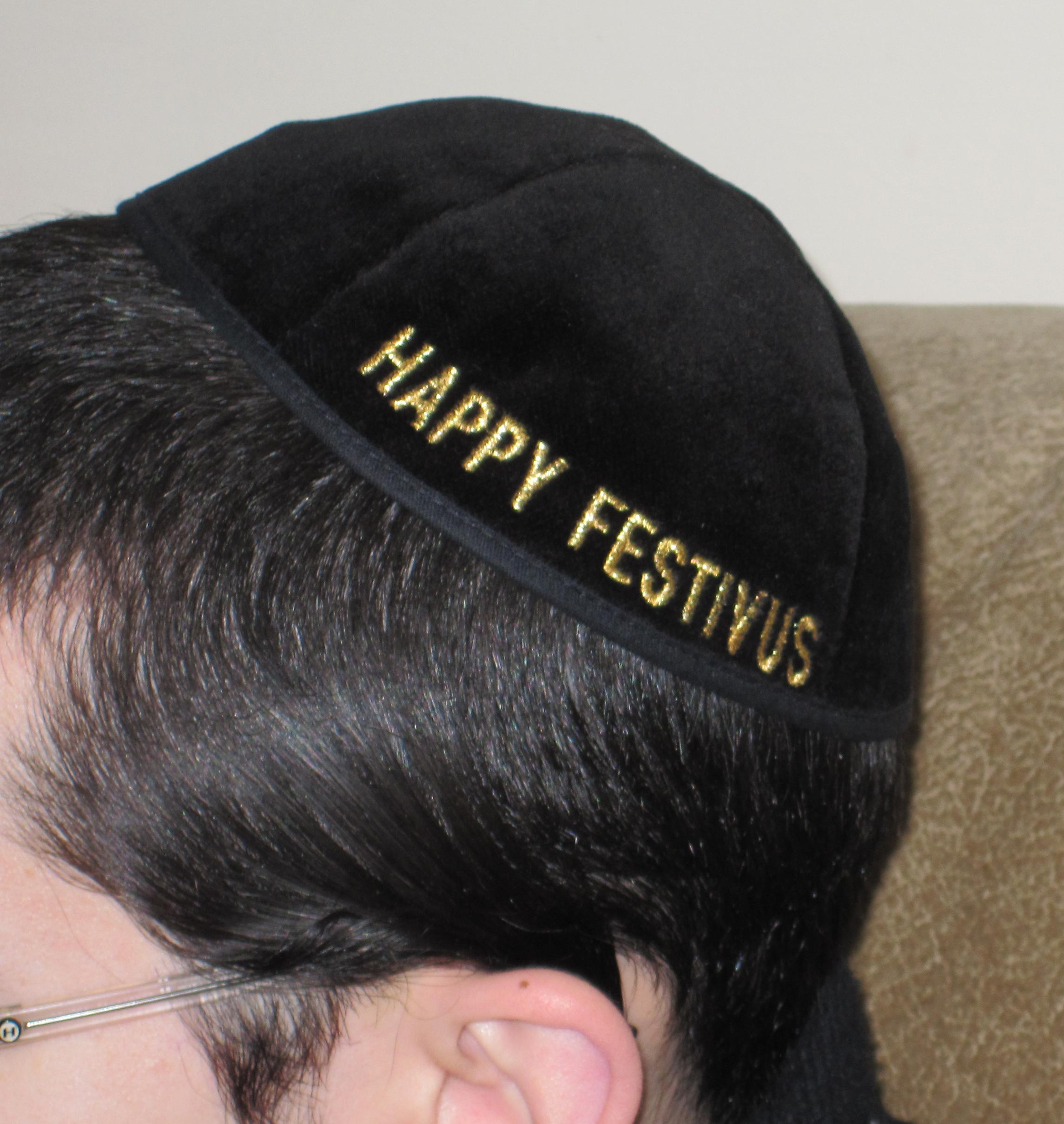
"Happy Festivus" ricamato in una kippah.

La festività, così come ritratta nella puntata di Seinfeld include 'l'ora delle lagnanze', che avviene durante la cena, e consiste nel dare modo ad ognuno dei partecipanti di spiegare per filo e per segno tutti i modi in cui sono stati delusi dagli altri partecipanti. Finita la cena, è il momento delle 'prove di forza', ossia prese di wrestling ai danni del capofamiglia; la festività si conclude solo se il capofamiglia viene bloccato con successo e se la sua testa tocca il pavimento (pinned).

### Asta di Festivus
Nell'episodio televisivo, il Festivus viene simboleggiato da un'asta di alluminio. Frank Costanza sottolinea l'ottimo rapporto resistenza-peso dall'asta. Durante il Festivus, l'asta è completamente spoglia di decorazioni. Secondo Frank infatti le decorazioni distorcono il messaggio del Festivus ("I find tinsel distracting.").
L'asta di Festivus è stata creata da Jeff Schaffer, co-sceneggiatore e collega di Dan O'Keefe; l'asta d'alluminio non era originariamente presente nella celebrazione del Festivus da parte della famiglia di O'Keefe; l'unica consuetudine consisteva nel prendere un orologio, insaccarlo in una borsa ed inchiodare il tutto ad un muro.

### Cenone di Festivus

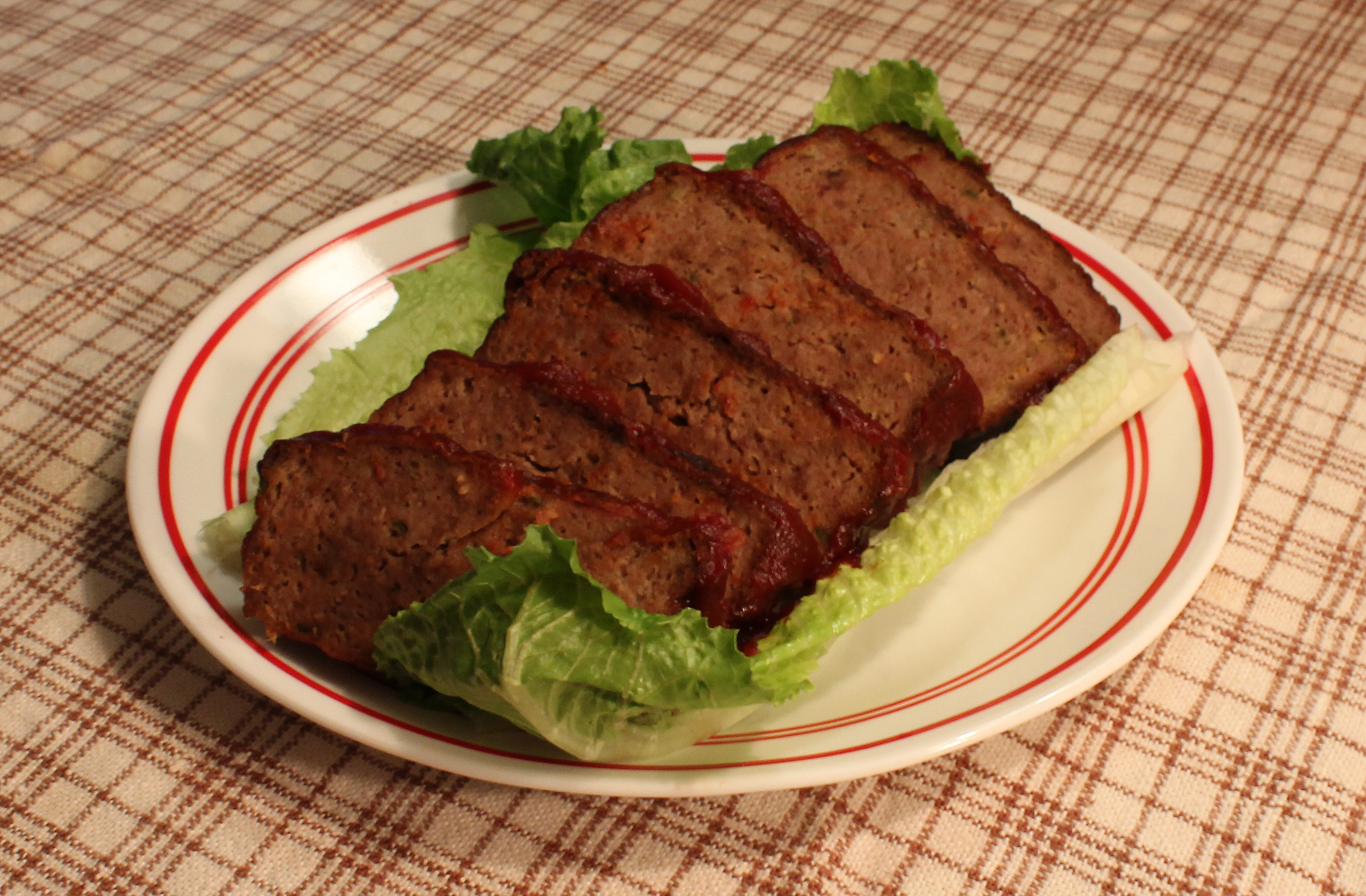
Polpettone servito su un letto di foglie d'insalata, come mostrato nell'episodio di Seinfeld.

Nella sera del Festivus, il cenone festivo viene consumato prima delle prove di forza e durante 'l'ora delle lagnanze'. Nella puntata vediamo Estelle Costanza servire del polpettone rossastro tagliato a fette su un letto di foglie d'insalata.
Durante la cena non viene servito alcol, anche se nell'episodio andato in onda, Mr Kruger, il datore di lavoro di George, beve qualcosa da una fiaschetta.
Originariamente, nel cenone di Festivus tenuto a casa O'Keefe, viene servito del tacchino o del maiale, così come spiegato nel libro The Real Festivus, scritto da Dan O'Keefe stesso.

### L'ora delle lagnanze
Il Festivus comincia celebrando 'l'ora delle lagnanze', che comincia appena il Cenone viene servito. Nella puntata, Frank Costanza comincia dicendo "Ho un sacco di problemi con voi, gente, e ora dovrete ascoltarli tutti!". Ogni persona ha l'opportunità di rinfacciare ai presenti tutto ciò che li ha delusi o resi infelici.

### Prove di forza
Le prove di forza sono l'atto finale e vengono osservate come parte del Festivus; avvengono appena il Cenone è finito (o, come nel caso dell'episodio televisivo, avviene durante il Cenone). Il capofamiglia seleziona un partecipante del Festivus e lo sfida ad un incontro di wrestling. La tradizione vuole che la celebrazione del Festivus continui finché la testa del capofamiglia non viene bloccata a terra. Nell'episodio "The Strike", però, Kramer riesce con successo ad eludere la regola inventando una scusa per togliersi dai piedi. Le 'prove di forza' vengono menzionate due volte nel corso della puntata. Anche se non vengono resi noti molti dettagli di cosa accada, in tutti e due i casi vediamo George Costanza allontanarsi di corsa dal locale, in panico totale, implicando che qualcosa di terribile deve essergli accaduto negli anni passati.
Solo nel finale dell'episodio si spiega in cosa consistano le prove di forza, ovverosia quando Frank esegue una presa di wrestling su George; e finché la testa del capofamiglia non viene bloccata con successo, il Festivus continua ad oltranza.

### Miracoli di Festivus
Per due volte, a casa dei Costanza, Cosmo Kramer esulta dichiarando due eventi come miracoli di Festivus. 
In realtà è proprio Kramer a causare questi suddetti "miracoli", prima invitando due uomini che Elaine non vuol più vedere a cena con lei, e poi facendo credere a Gwen, la ragazza di Jerry, che viene tradita dal suo ragazzo.

## Popolarizzazione
Alcune persone, ispirate soprattutto dall'episodio di Seinfeld, hanno cominciato a celebrare la festività, in modo più o meno serio. Nel libro del 2005 di Allen Salkin, Festivus: The Holiday for the Rest of Us narra il successo del Festivus, e la sua adozione.